# 41 до н. е.

## Події
- Консули Луцій Антоній і Публій Сервілій Ватія Ісаврік.
- Парфянський цар Пакор вторгається в Сирію в союзі з республіканцем Квінтом Лабієном. Війська намісника Сирії Децідія Сакса розбиті і він сам загинув. Лабієн вирушив у Малу Азію .
- Перузійська війна Луція Антонія і Фульвії проти Августа Октавіана, закінчилася облогою Перузії (суч. м. Перуджа ) і перемогою Октавіана у 40 р. до н. е.
- Марк Антоній та Клеопатра зустрічаються у Тарсі та створюють альянс.
- Шлюб і розлучення Октавіана з Клавдією Пульхрою .

## Народились
- Гай Азіній Галл — політичний діяч ранньої Римської імперії.

## Померли
- Арсіноя IV — сестра Клеопатри, страчена за наказом Марка Антонія.